# Antonio Sanabria
Antonio Sanabria Ayala (San Lorenzo, Paraguai, 4 de març de 1996) és un futbolista paraguaià. Juga de davanter i el seu equip actual és el Torino FC.
El 2014 va ser traspassat del FC Barcelona B a la US Sassuolo, vinculada a l'AS Roma, per desig del jugador.